# Emmersdorf an der Donau
Emmersdorf an der Donau è un comune austriaco di 1 753 abitanti nel distretto di Melk, in Bassa Austria; ha lo status di comune mercato (Marktgemeinde).